# Berghia
Berghia és un gènere de mol·luscs gastròpodes marins de l'ordre dels nudibranquis. El seu nom commemora el malacòleg Rudolph Bergh.

## Taxonomia
Les espècies dins el gènere Berghia inclouen:
- Berghia agari (Smallwood, 1910)
- Berghia amakusana (Baba, 1937)
- Berghia coerulescens (Laurillard, 1830)
- Berghia columbina (Garcia-Gomez & Thompson, 1990)
- Berghia creutzbergi Er. Marcus & Ev. Marcus, 1970
- Berghia dakariensis (Pruvot-Fol, 1953)
- Berghia dela Marcus & Marcus, 1960
- Berghia marcusi Dominguez, Troncoso & García, 2008
- Berghia norvegica Odhner, 1939
- Berghia rissodominguezi Muniain & Ortea, 1999
- Berghia stephanieae (Valdés, 2005)
- Berghia verrucicornis (Costa A., 1867)

Espècies convertides en sinònims
- Berghia chaka Gosliner, 1985: sinònim de Baeolidia chaka (Gosliner, 1985)
- Berghia modesta Trinchese, 1882: sinònim de Berghia coerulescens (Laurillard, 1830)